# Oberweinberg (Gemeinde Wiesfleck)
Oberweinberg ist ein Ortsteil der Gemeinde Wiesfleck im Burgenland, Bezirk Oberwart, Österreich.

## Geografie
Oberweinberg ist ein Teil der Ortschaft Weinberg im Burgenland. Der kleine Ort ist eine Streusiedlung mit landwirtschaftlichen Strukturen.